# United Microelectronics Corporation
Die United Microelectronics Corporation (UMC, chinesisch 聯華電子, Pinyin Lián Huá Diànzǐ), notiert an der Börse New York: UMC, und Börse Taipeh (Nr. 2303) wurde am 22. Mai 1980 vom zuvor am ITRI arbeitenden Robert Tsao als erster taiwanischer Halbleiterhersteller gegründet.
Das Unternehmen produziert ICs für andere Unternehmen ohne eigene Fertigungskapazitäten (fabless) wie z. B. ATI Technologies oder EMC. Mit einem Umsatz von ca. 4,34 Mrd. USD im Jahre 2010 war sie die weltweit zweitgrößte Foundry hinter TSMC. Der Hauptsitz und die meisten Halbleiterfabriken befinden sich in Hsinchu in Taiwan. Die beiden modernsten Fabriken, die 300-mm-Wafer verarbeiten können, sind in Tainan (Taiwan) bzw. Singapur beheimatet.
In den 1990er Jahren verkaufte UMC 80486-Prozessoren mit dem Namen UMC Green CPU.
Im Jahr 2003 übernahm UMC die Kontrolle über das taiwanische Unternehmen Silicon Integrated Systems (SiS), das hauptsächlich Chipsätze herstellt.